# Top lista
Top lista es el nombre de las listas musicales oficiales en Croacia y están reunidas y publicadas por Hrvatska diskografska udruga (en español: Asociación Fonográfica Croata, abreviado como HDU). Top lista es el proveedor de listas semanales de sencillos y álbumes, así como algunos otros formatos de listas.
La difusión de las listas está a cargo de varios medios de comunicación, como Hrvatska radiotelevizija y RTL Televizija. Además, Top lista también tiene un sitio web dedicado que brinda noticias relacionadas con las listas y acceso a la mayoría de las listas.

## Historia
La Asociación Fonográfica Croata se fundó en junio de 1995. Durante los años 90, solo emitían certificaciones basadas en álbumes vendidos. Su primera lista no se publicaría hasta en enero de 2006, cuando se anunció la primera edición de la lista de álbumes Top of the Shops. Siete años después, en enero de 2013, se publicó la primera edición de la lista de sencillos basada en airplay HR Top 40. En ese momento, ambas listas funcionaban como proyectos separados de la Asociación Fonográfica Croata; el 9 de julio de 2015 se combinaron en un solo proyecto y se agruparon como las listas croatas oficiales con el título Top lista. El mismo día, se publicaron seis sublistas regionales del HR Top 40. Además, la lista de álbumes combinados con artistas nacionales e internacionales desapareció, mientras que ambas listas separadas continuaron publicándose. En septiembre de 2018 se ha puesto en marcha una lista mensual con las 10 ediciones en vinilo nacionales e internacionales más vendidas.
La ARC Top 40 (Airplay Radio Chart) es una lista de sencillos extranjeros basada en airplay publicado y emitido semanalmente por la emisora nacional croata Hrvatska radiotelevizija (HRT). Desde 2002 ha estado publicando actualizaciones semanales de las cien canciones internacionales más tocadas en Croacia. En mayo de 2017, HRT y la Asociación Fonográfica de Croacia llegaron a un acuerdo en el que se incluyó la ARC Top 40 como una de las listas del proyecto Top lista. La lista completa de cien canciones continuó publicándose en el sitio web de HRT, mientras que una lista abreviada con cuarenta lugares comenzó a actualizarse en el sitio web de Top lista.
Desde septiembre de 2017 hasta marzo de 2020, Top lista publicó una lista mensual de streaming basado en datos de Deezer.

## Listas
Esta es la lista de categorías, para cada una de las cuales Top lista proporciona listas.
- HR Top 40, lista de sencillos nacionales basados en airplay
- ARC Top 40, lista de sencillos extranjeros basados en airplay
- Top of the Shops o TOTS, lista de álbumes nacionales y extranjeros
- Lista mensual de vinilos
- Lista mensual de streaming de Deezer (2017–2020)

## Certificaciones de Top of the Shops
Los niveles de certificación de TOTS para álbumes son:
- Diamante: 30,000 copias
- Platino: 15,000 copias
- Oro: 7,000 copias
- Plata: 3,500 copias